# Ochropleura anderssoni
Ochropleura anderssoni là một loài bướm đêm trong họ Noctuidae.